# Lenguas algonquinas
Las lenguas algonquinas conforman la mayor subfamilia de la familia álgica de Norteamérica (las demás son la wiyot y la yurok). La familia lingüística algonquina incluye idiomas como el ojibwa, el cree, el kikapú, el fox, el shawnee, el menominee, el mohicano, el potawatomi, el cheyene, el blackfoot, el sauk y el mícmac. El término español algonquino hace referencia a todas las lenguas de esta familia.

## Clasificación interna
La siguiente información incluye también el número aproximado de hablantes (entre paréntesis la fecha en que se realizó el cálculo):
I. Lenguas algonquinas de las llanuras
1. Idioma siksiká (pies negros) 5000-8000 (1990); 4600 (2001); 4000 (2012)
2. Idioma cheyene 2000 (1980); 1720 (1990)
a. Arapaho
3. Idioma arapaho 1000 (1980); 1040 (1990)
4. Idioma gros ventre c. 10 (1977)
5. Idioma nawathinehena †
II. Lenguas algonquinas centrales
6. Idioma cree c. 97 230 (2001); 117 410 (2006)
a. Cree 99 950 (2006)
b. Montagnais-Naskapi 8400 (2002); 11 815 (2006)
c. Atikamekw 5645 (2006)
7. Idioma menomini c. 39 (2000)
A. Lenguas del oriente de los Grandes Lagos o nucleares centrales
a. Ojibwe-Potawatomi
8. Idioma ojibwa (ojibwe) 50 000 (1991); 40 000-50 000 (1998); c. 79 360 (2001)
a. Ojibwa central
b. Ojibwa oriental
I. Algonquino 2000 (2002); 2680 (2006)
c. Ojibwa norteño
d. Oji-cree
e. Ojibwa occidental (saulteaux)
9. Idioma potawatomi c. 1300 (1995-1996)
10. Idioma fox-sauk-kikapú 1500 (1980); 1120 (1992-2000)
11. Idioma meskawaki 250 (2001)
12. Idioma shawnee c. 200 (2002)
13. Idioma miami-illinois † (mediados del siglo XX)
III. Lenguas algonquinas orientales
14. Idioma micmac 4000-8000 (1996); 9290 (1998)
A. Lenguas abnaki
15. Idioma abnaki oriental † (1990)
16. Idioma abnaki occidental c. 5 (2006)
17. Idioma malecite-passamquody 1000 (1980); 2060 (2001)
18. Idioma etchemin † (siglo XVIII)
B. Lenguas del sur de Nueva Inglaterra
19. Idioma massachusett † (fines del siglo XIX)
20. Idioma narragansett †
21. Loup A † (siglo XVIII)
22. Loup B † (siglo XVIII)
23. Idioma mohegan-pequot †
24. Idioma quiripi † (1900)
C. Lenguas delawereanas
25. Idioma mohicano † (1940)
i. Lenguas delawere o lenape
26. Idioma munsee c. 7 (1991); <100 (2012)
27. Idioma unami †
28. Idioma nanticoke †
29. Idioma piscataway †
30. Idioma algonquino de Carolina † (1790)
31. Idioma powhatan † (1790)
32. Idioma shinnecock †

## Descripción lingüística
La familia algonquina es una de las familias de lenguas americanas mejor estudiadas. La reconstrucción de proto-algonquino fue extensamente revisada por Leonard Bloomfield y otros importantes lingüistas norteamericanos en la primera mitad del siglo XX.

### Fonología
El inventario consonántico reconstruido por Bloomfield (1925) para el proto-algonquino a partir de la comparación de solo cuatro lenguas (Fox, Cree, Menomini y Ojibwa) solo ha necesitado reajustes menores (Siebert 1941, Bloomfield 1946) y según la mejor evidencia disponible es:
|               | Labial | Alveolar | Palatal | Velar | Glotal |
| ------------- | ------ | -------- | ------- | ----- | ------ |
| [+obs][-cont] | *p     | *t       | *č      | *k    | (*ʔ)   |
| fricativa     |        | *s       | *š      | (*x)  | *h     |
| nasal         | *m     | *n       |         |       |        |
| lateral       |        | *θ, *l   | (*ç)    |       |        |
| semivocal     | *w     |          | *y      |       |        |

Los signos usados para los fonemas en la transcripción anterior son los más frecuentemente usados por los americanistas, en concreto por los especialistas en lenguas algonquinas. Las correspondencias con los signos convencionales del AFI son:
- /č/ = AFI /ʧ/
- /š/ =  AFI /ʃ/
- /θ/ = AFI /ɬ/[28]
- /y/ = AFI /j/

Los segmentos /ʔ,x,ç/ son archifonemas que solo aparecen en grupos consonánticos, y existen ciertas dudas sobre qué sonidos representan. Por ejemplo, /*ʔ/ en los grupos consonánticos /*ʔC/ podría ser la neutralización de /*pC/ o /*kC/. E igualmente el par /*çk, *xk/ podía ser fonológicamente /*lk, *sk/, sin que los detalles estén claros por culpa de las neutralizaciones.
Para el proto-algonquino se han reconstruido varios grupos consonánticos complejos (clusters). Considerando las consonantes genuinas, es decir, todas excepto /w/ e /y/, el siguiente cuadro resume cuales de ellos son posibles. En la columna de la izquierda se indican la primera consonante y en la primera fila la segunda consonante del grupo:
|     | p | k | t | č | s | š | θ | l |
| ʔ   |   |   | + | + | + | + | + | + |
| h   | + | + | + | + | + | + | + | + |
| m/n | + | + | + | + | + | + | + | + |
| x   | + | + |   |   |   |   |   |   |
| š   | + | + | + |   |   |   |   |   |
| θ   | + | + |   |   |   |   |   |   |
| č   | + | + |   |   |   |   |   |   |
| ç   |   | + |   |   |   |   |   |   |

El inventario de vocales distingue entre vocales breves /i, e, a, o/ y largas  /ī, ē, ā, ō/.

### Morfosintaxis
La familia de lengua algonquinas es reconocida por su compleja morfología polisintética y por su sofisticado sistema verbal. Frases que requieren muchas palabras en español pueden expresarse en una sola palabra, p.ej. en menómini, paehtāwāēwesew 'poderes superiores lo oyen' (paeht- 'oír', -āwāē 'espíritu', -wese pasivo, -w sujeto en tercera persona), o en cree de las llanuras, nisēkihikonān 'nos asusta' (ni- 1a persona, sēkih- 'asustar', -iko inverso, -nān 1a persona plural exclusiva). Las lenguas en esta familia marcan al menos dos terceras personas diferentes (la próxima y la obviativa).
Los sustantivos algonquinos tienen dos géneros gramaticales: animado e inanimado. Como regla general, los sustantivos que representan seres animados (y algunos objetos tradicionales vistos como poseedores de poderes espirituales) se clasifican como animados, mientras que todos los demás son inanimados.
Los pronombres personales distinguen tres personas (1a, 2a y 3a) y dos números (singular y plural). Además, tienen formas de primera de plural inclusivas (hablante + oyente(s)) y exclusivas (hablante y otro(s) más, sin incluir al oyente). Los verbos se dividen en cuatro clases: verbos transitivos con objeto inanimado, verbos transitivos con objeto animado, verbos intransitivos con sujeto animado, y verbos intransitivos con sujetos inanimados. Las lenguas algonquinas muestran una oposición entre diátesis directa/inversa.

### Comparación léxica

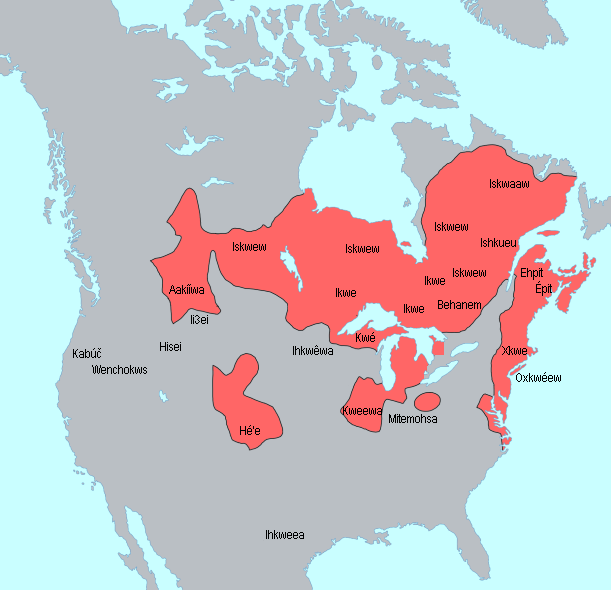
La palabra para 'mujer' en diversas lenguas algonquinas.

Leonard Bloomfield (1946) hizo una reconstrucción del proto-algonquino basándose en cuatro lenguas: el meskuakie, el cree, el menómini y el oyibwa, a continuación se presentan algunos términos usados por Bloomfield y la reconstrucción del término proto-algonquino:
| GLOSA      | Meskuakie  | Cree      | Menómini   | Oyibwa     | PROTO- ALGONQUINO |
| ---------- | ---------- | --------- | ---------- | ---------- | ----------------- |
| hombre     | ineniwa    | iyiniw    | enniw      | inini      | *elenyiwa         |
| perro      | anemwa     | atim      | anm        | anim       | *aθemwa           |
| vive       | pemātesiwa | pimātisiw | pemātesew  | pimātisi   | *pemātesiwa       |
| teme       | sēkesiwa   | sēkisiw   | skesew     | sēkisi     | *sēkesiwa         |
| lo toma    | otenamwa   | ohtinam   | ohtnam     | ontinank   | *wentenamwa       |
| embarca    | pōsiwa     | pōsiw     | pōsew      | pōsi       | *pōsiwa           |
| lo trocea  | kīškahamwa | kīšakam   | kēskaham   | kīškaqank  | kīškahamwa        |
| su cuerpo  | wīyami     | wiyaw     | wēyaw      | wīyaw      | *wīyawi           |
| piedras    | asenyēni   | asiniya   | aqsnyak    | assinīn    | *aqsenyali        |
| mi niño    | neničānesa |           | nenīčianeh | ninīčāniss | *nenīčyanehsa     |
| lo esconde | kyātamwa   | kātāw     | kiataw     | kātōt      | *kyātāwa          |
| lo trae    | pyētōwa    |           | pītaaw     | pītōt      | *pyētāwa          |
| entra      | pītikēwa   | pīhtokēw  | pīhitkew   | pīntikē    | *pīntwikēwa       |
| acelera    |            |           | kesīpesow  | kišīpiso   | *kešyīpisowa      |
| lo anhela  | kwīnomēwa  |           | kīnomw     | kwīnomāt   | *kwīθomēwa        |

Como se ha dicho, la reconstrucción /*θ/ es problemática, y el propio Bloomfield sugirió que podría tratarse de una lateral sorda /*ɬ/. Por otra parte el fonema reconstruido como /*l/ por Bloomfield es reconstruido por otros autores como /*ɾ/.
El meskuakie (meskwaki o sauk) parece una lengua muy conservadora de acuerdo con la reconstrucción de Bloomfield. Por otra parte, la lengua más divergente (sobre todo en cuanto al vocabulario) es el siksiká (Blackfoot).
Los numerales comparados en diversos subgrupos algonquinos son:
| GLOSA | Algonquino de las Llanuras | Algonquino de las Llanuras | Algonquino Central     | Algonquino Central      | Algonquino Central   | PROTO- ALG. OR.    | PROTO- ALGONQUINO     |
| GLOSA | PROTO-ATSINA ARAPAHO       | Cheyene                    | PROTO- MIAMI- ILLINOIS | PROTO- FOX-SAUK- KIKAPÚ | PROTO- CREE- NASKAPI | PROTO- ALG. OR.    | PROTO- ALGONQUINO     |
| ----- | -------------------------- | -------------------------- | ---------------------- | ----------------------- | -------------------- | ------------------ | --------------------- |
| '1'   | *kyō-šey                   | nõʔka                      | *ni-koti               | *nekoti                 | *pēy(ʌ́)kw            | *ne-kuti / *peškwi | *ne-kwetwi / *pēšekwi |
| '2'   | *nīso                      | nèxa                       | *nīšwi                 | *nīšwi                  | *nīšw                | *nīš- / *tāpu      | *nīšwi                |
| '3'   | *nēso                      | naʔha                      | *nihswi                | *neθwi                  | *niθtw               | *nexsw-            | *neʔθwi               |
| '4'   | *yēn-                      | nèva                       | *nīwi                  | *nyēwi                  | *nēyw                | *nyewa             | *nyēwi                |
| '5'   | *yōθon-                    | nóhona                     | *nyālanwi              | *nyānanwi               | *ni-yālàn            | *napalensk-        | *nyāɬanwi             |
| '6'   | *ne-kyō-toskɪ              | naesóhtoha                 | *kākāthswi             | *ne-kot-wāšika          | *-kʊ́twās             | *(ne-)kuttask-     | *nekwetwāšika         |
| '7'   | *nīso-toskɪ                | néso̊htoha                  | *swāhtēthswi           | *nōhika                 | *nīšw- tḗpʌ-kʊ̀hp     |                    | *nyīšwāšika           |
| '8'   | *nēso-toskɪ                | naʔnóhtoha                 | *palā-                 | *neθwāšika              | *yḗnā-nḕyw           |                    | *neʔθ-wāšika          |
| '9'   |                            | sōhtoha                    | *ni-koti menēhki       | *šāka                   | *pēykw-staw          | *peškʷ- / *noliwi  |                       |
| '10'  | *betō-toskɪ                | måhtóhtoha                 | *metāthswi             | *metāθwi                | *mɪtāt-              | *metāɬa / *payok-  | *metātahθe            |

## Préstamos algonquinos en otras lenguas
Como las lenguas algonquinas fueron unas de las primeras en tener contactos con los europeos, la familia lingüística ha dado muchas palabras al inglés. Varios estados norteamericanos del sur y del medio oeste tienen nombres de origen algonquino (Massachusetts, Connecticut, Illinois, Míchigan, Wisconsin), al igual que algunas ciudades (Milwaukee, Chicago) y algunos ríos (Misisipi).
En español se encuentran préstamos algonquinos que primero pasaron por el inglés o el francés, p.ej. caribú (v. micmac qalipu 'que palea (nieve)'), mocasín (v. ojibwa makizin y powhatan makasin, ambos 'zapato') y tótem (v. ojibwa -doodem 'pariente').